# Johannes Sjöstrand
Johannes Sjöstrand (1947) é um matemático sueco, especialista em equações diferenciais parciais e análise funcional.
Sjöstrand obteve um doutorado em 1972 na Universidade de Lund, orientado por Lars Hörmander. Sjöstrand lecionou na Universidade Paris-Sul sendo atualmente professor da Université de Bourgogne em Dijon.
É membro da Academia Real das Ciências da Suécia e, desde 2017, membro da Academia de Artes e Ciências dos Estados Unidos.
Foi palestrante convidado do Congresso Internacional de Matemáticos em Helsinque (1978).

## Publicações selecionadas
- Operators of principal type with interior boundary conditions. Acta mathematica 130, no. 1 (1973): 1–51. doi:10.1007/BF02392261
- com Anders Melin: "Fourier integral operators with complex-valued phase functions." In Fourier integral operators and partial differential equations, pp. 120–223. Springer, Berlin, Heidelberg, 1975. doi:10.1007/BFb0074195
- com Richard Melrose: Singularities of boundary value problems. I, Comm. Pure Appl. Math., vol. 31, 1978, pp. 593–619 doi:10.1002/cpa.3160310504; Singularities of boundary value problems. II, Comm. Pure Appl. Math., vol. 35, 1982, pp. 129–168 doi:10.1002/cpa.3160350202
- com Melrose: A calculus for Fourier Integral Operators in domains with boundary and applications to the oblique dérivative problem, Comm. in PDE, 2, 1977, pp. 857–935, see Helffer Propagation des singularités pour des problèmes aux limites, Séminaire Bourbaki, Nr. 525, 1978/79
- com B. Lascar: Singularités analytiques microlocales, Astérisque 95, 1982
- com Bernard Helffer: Multiple wells in the semi-classical limit, Part 1, Communications in PDE, 9, 1984, 337–408 (6 parts altogether, see Robert Didier Analyse semi-classique de l'effet tunnel, Séminaire Bourbaki 665, 1985/86)
- com Helffer: Résonances en limite semi-classique, Mémoire SMF, Nr. 24–25, 1986
- com Helffer: Analyse semi-classique pour l'équation de Harper : (avec application à l'équation de Schrödinger avec champ magnétique), Mémoire SMF, Nr. 34, 1988, Nr. 39, 1989, Nr. 40, 1990 (Parts 1–3)
- Asymptotique des résonances pour des obstacles, Séminaire Bourbaki, Nr. 724, 1989/90
- com Helffer e P. Kerdelhué: Le papillon de Hofstadter revisité, Mémoire SMF, Nr. 43, 1990
- com Maciej Zworski: Complex scaling and the distribution of scattering poles, J. Amer. Math. Soc. 4, 1991, 729–769 doi:10.1090/S0894-0347-1991-1115789-9
- com Alain Grigis: Microlocal analysis for differential operators: an introduction, Cambridge University Press 1994.
- com Mouez Dimassi: Spectral asymptotics in the semi-classical limit, Cambridge University Press 1999
- com Maciej Zworski: Asymptotic distribution of resonances for convex obstacles. Acta Mathematica 183, no. 2 (1999): 191–253. doi:10.1007/BF02392828
- Microlocal Analysis, in: Jean-Paul Pier (ed.): Development of mathematics 1950–2000. Birkhäuser, 2000
- Complete asymptotics for correlations of Laplace integrals in the semi-classical limit, Paris, SMF 2000
- com Carlos E. Kenig e Gunther Uhlmann: "The Calderón problem with partial data." Annals of mathematics (2007): 567–591. JSTOR 20160036